# Vera Cleser
Vera A. Cleser foi uma escritora brasileira que publicou sua magnum opus em 1903, intitulada O Lar Doméstico. Sua obra é conhecida por ser um importante retrato da sociedade da época e em exemplificar a posição da mulher no período da virada do século XIX para o século XX. A obra teve destaque na formação da cultura doméstica brasileira.